# Szálastönkű sisakgomba
A szálastönkű sisakgomba (Galerina pumila) a Hymenogastraceae családba tartozó, Európában és Észak-Amerikában honos, erdőkben, moha között élő, nem ehető gombafaj. 

## Megjelenése
A szálastönkű sisakgomba kalapja 1-2,5 cm széles, eleinte félgömb vagy tompán kúpos alakú, később laposan kiterül. Higrofán: nedvesen narancsos-sárgás színű, szárazon halványokkeresre fakul. Felszíne sima, nedvesen fénylő, tapadós. Széle nedves állapotban mélyen, majdnem a kalap közepéig áttetszően bordázott, fehér burokmaraványok lehetnek rajta. 
Húsa vékony, törékeny, sárgás színű. Szaga gyenge, kissé retekszerű; íze nem jellegzetes.  
Ritkás lemezei keskenyen tönkhöz nőttek, sok a féllemez. Színük eleinte halványsárga, idősen rozsdásokkeres, élük halvány.
Tönkje 2-7 cm magas és 1-2 mm vastag, Alakja karcsú, egyenletesen hengeres, üregesedő, töve néha megvastagodott. Színe sárga vagy sárgásokkeres, ritkásan fehér hosszanti szálakkal. 
Spórapora vörösessárga. Spórája elliptikus vagy mandula alakú, sima, mérete 9-13,5 x 5-7 µm.

### Hasonló fajok
A tőzeges sisakgomba, a mohalakó sisakgomba, a gyepi sisakgomba hasonlít hozzá. Összetéveszthető a súlyosan mérgező fenyves sisakgombával is. 

## Elterjedése és termőhelye
Európában és Észak-Amerikában honos.
Többnyire fenyvesekben, ritkábban lombos erdőkben él a mohában, inkább nyirkos körülmények között. Júliustól novemberig terem.  
Nem ehető és mérgező fajokkal is könnyen össze lehet téveszteni. 

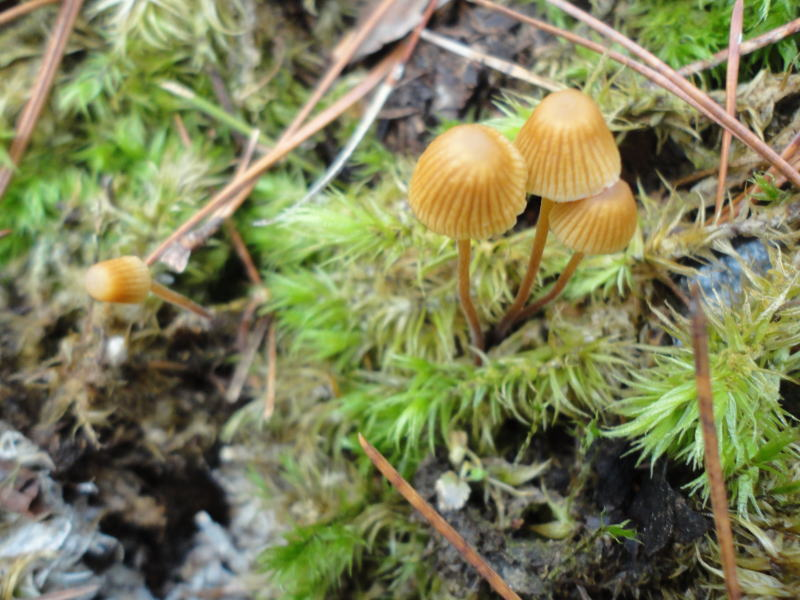
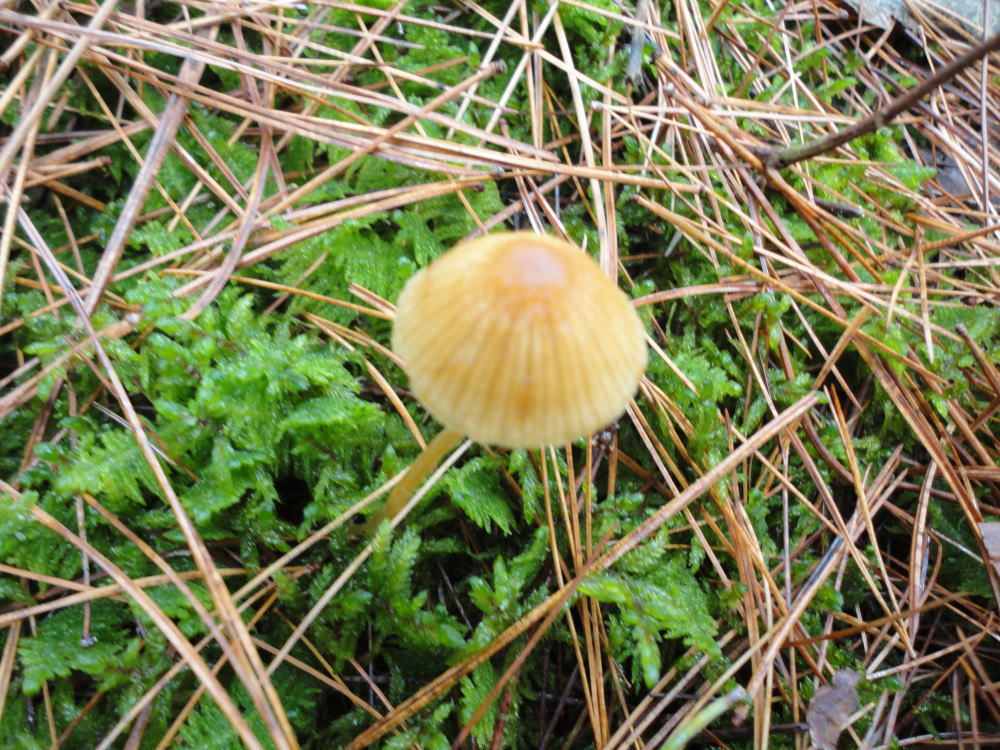
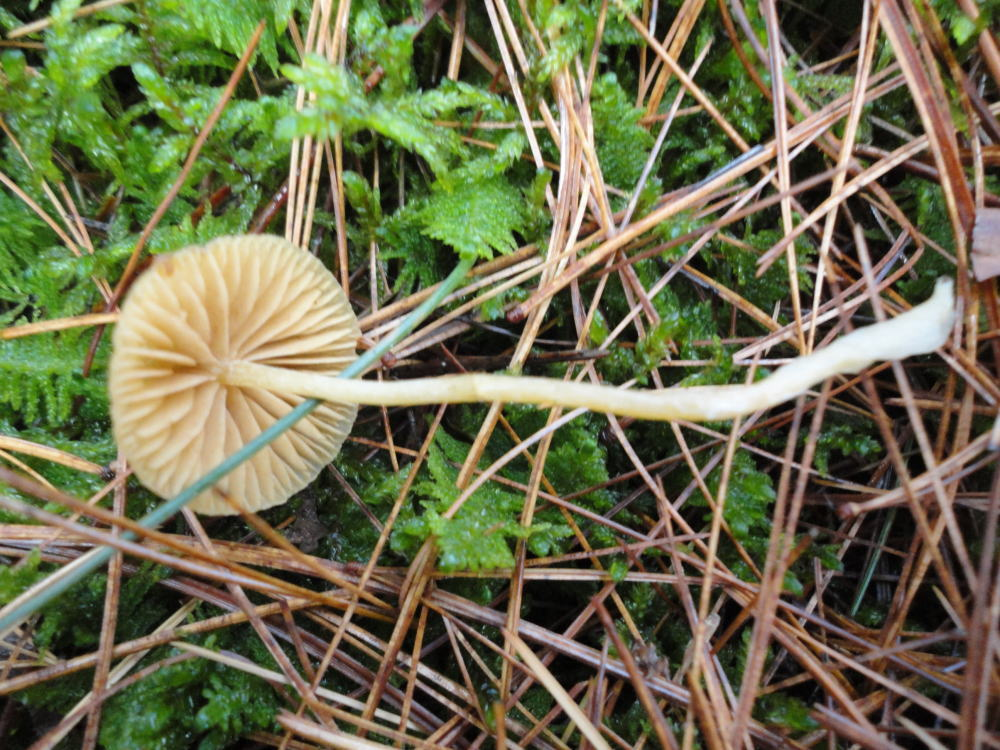
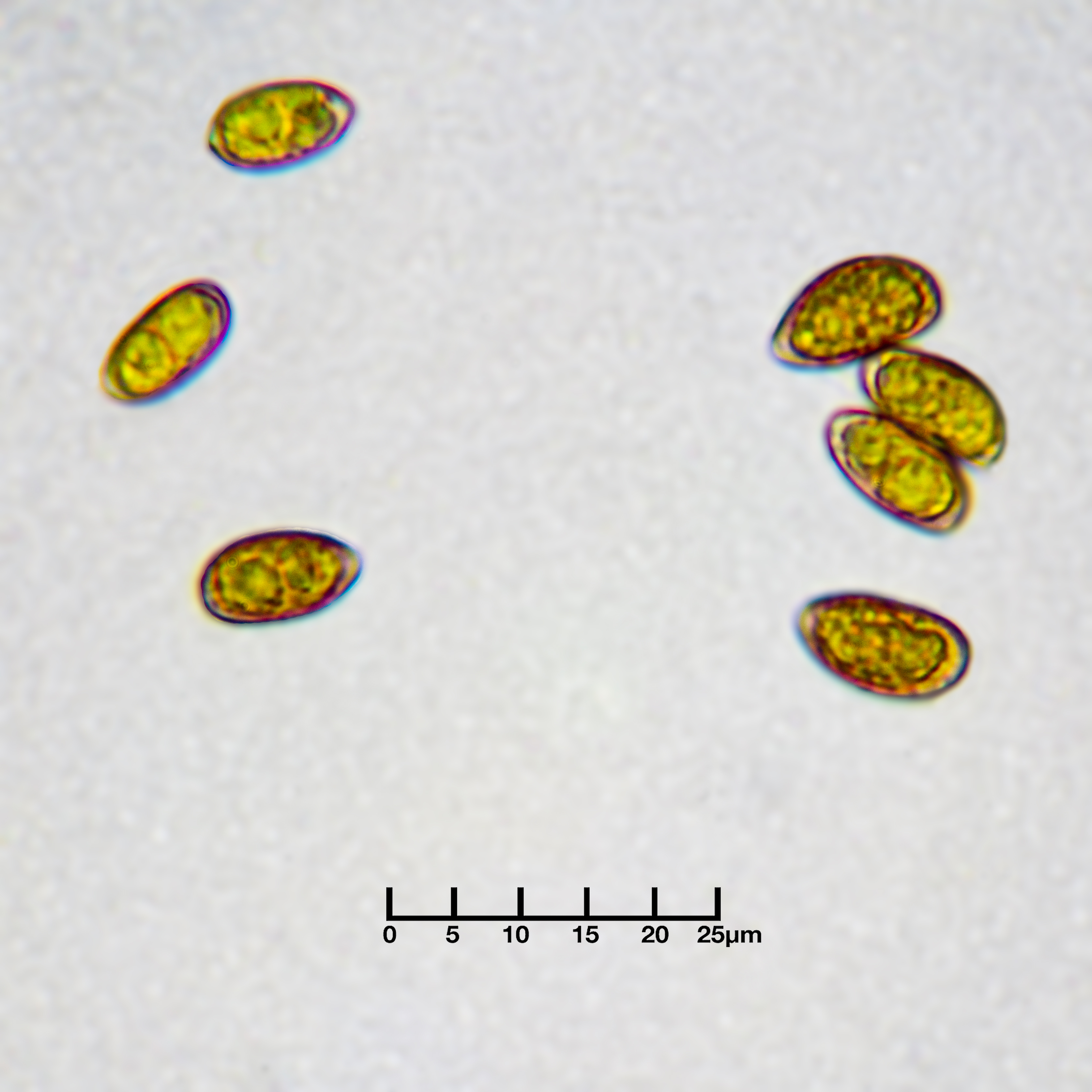